# Wehrarm
Als Wehrarm bezeichnet man den Arm eines Flusses oder Kanals, in dem sich ein Absperrbauwerk als Teil einer Staustufe bzw. Kanalstufe befindet. Zu der Stau- bzw. Kanalstufe kann ein Abstiegsbauwerk und/oder ein Wasserkraftwerk oder eine andere Form einer Wasserkraftmaschine gehören.
Um Wasserfahrzeuge an Absperrbauwerken vorbeizuleiten, werden Wasserstraßen baulich oft in einen Wehrarm und einen Schleusenkanal, umgangssprachlich auch Schleusenarm genannt, aufgeteilt. Gegebenenfalls gibt es noch einen Kraftwerksarm. Dadurch können sich unterschiedliche Kilometrierungen ergeben.
Um die Durchgängigkeit des Fließgewässers für aquatische Organismen zu gewährleisten, werden zunehmend Umgehungsgerinne bzw. Fischtreppen angeordnet oder ein Teil der Wehranlage als flach geneigte Sohlrampe ausgeführt.